# جهش‌زایی
جهش‌زایی در ژنتیک به پدیده‌ای گفته می‌شود که در آن داده‌های ژنتیکی یک اندامگان به گونه‌ای پایدار دگرگون می‌شود. سرانجام این فرایند پیدایش جهش ژنتیکی است.
در طبیعت جهش‌زایی همچنان که باعث پیدایش سرطان (چنگار) و بیماریهای وراثتی گوناگونی گردد، می‌تواند فرگشت را نیز در جانداران به پیش ببرد.
جهش‌زایی از دیدگاه دانش، توسط هرمان جوزف مولر، شارلوت آورباخ و ج. م. رابسون در نیمهٔ نخست سدهٔ بیستم پدیدار و گسترش یافت.